# Hydaticus ussherii
Hydaticus ussherii är en skalbaggsart som beskrevs av Clark 1864. Hydaticus ussherii ingår i släktet Hydaticus och familjen dykare. Inga underarter finns listade i Catalogue of Life.